# Liste du patrimoine mondial au Danemark
Cet article recense les sites inscrits au patrimoine mondial au Danemark.

## Statistiques
Le Danemark ratifie la Convention pour la protection du patrimoine mondial, culturel et naturel le 25 juillet 1979. Le premier site protégé est inscrit en 1994.
En 2025, le Danemark compte 12 sites inscrits au patrimoine mondial, 8 culturels et 4 naturels. 3 de ces sites sont situés au Groenland.
À la même date, le pays a également soumis 4 sites à la liste indicative, 3 culturels et 1 naturel.

## Listes

### Patrimoine mondial
Les sites suivants sont inscrits au patrimoine mondial.
| Id.  | Site                                                                                     | Région                                     | Année     | Superficie (ha) | Zone tampon (ha) | Critères et notes | Coordonnées | Illus. |
| ---- | ---------------------------------------------------------------------------------------- | ------------------------------------------ | --------- | --------------- | ---------------- | --- | --- | ------ |
| 1557 | Aasivissuit-Nipisat. Terres de chasse inuites entre mer et glace                         | Qeqqata, Groenland                         | 2018      | 417 800         |                  | Culturel, (v) | 67° 04′ nord, 51° 26′ ouest |        |
| 695  | Cathédrale de Roskilde                                                                   | Sjælland                                   | 1995      | 0,4             | 1,5              | Culturel, (ii), (iv) | 55° 38′ 33″ nord, 12° 04′ 48″ est |        |
| 696  | Château de Kronborg                                                                      | Hovedstaden                                | 2000      |                 |                  | Culturel, (iv) | 56° 02′ 20″ nord, 12° 37′ 15″ est |        |
| 1468 | Colonies de l'Église morave                                                              | Danemark du Sud                            | 2015 2024 | 21,2            | 384,6            | Culturel, (iii), (iv) Le site danois « Christiansfeld, une colonie de l'Église morave », inscrit en 2015, est étendu à trois nouveaux sites en Allemagne, aux États-Unis et au Royaume-Uni en 2024. | 55° 21′ 24″ nord, 9° 28′ 59″ est |        |
| 1149 | Fjord glacé d'Ilulissat                                                                  | Qeqqata, Groenland                         | 2004      | 399 800         | 64 890           | Naturel, (vii), (viii) | 69° 08′ nord, 49° 30′ ouest |        |
| 6284 | Forteresses circulaires de l'âge des Vikings                                             | Jutland du Nord, Danemark du Sud, Sjælland | 2023      | 51              | 16 820,8         | Culturel, (iii), (iv) Comprend les forteresses de Fyrkat, Aggersborg, Nonnebakken, Trelleborg et Borgring (da) | 56° 37′ 24″ nord, 9° 46′ 14″ est 56° 59′ 43″ nord, 9° 15′ 18″ est 55° 23′ 31″ nord, 10° 23′ 21″ est 55° 22′ 35″ nord, 13° 08′ 50″ est 55° 28′ 11″ nord, 12° 07′ 20″ est |        |
| 1536 | Kujataa au Groenland : agriculture nordique et inuite en bordure de la calotte glaciaire | Kujalleq, Groenland                        | 2017      | 34,892          | 57,227           | Culturel, (v) 5 sites : - Qassiarsuk - Igaliku - Sissarluttoq - Tasikuluulik - Qaqortukulooq (Hvalsey) | 61° 07′ 47″ nord, 45° 30′ 59″ ouest 60° 59′ 27″ nord, 45° 25′ 09″ ouest 60° 53′ 48″ nord, 45° 29′ 42″ ouest 60° 45′ 17″ nord, 45° 27′ 54″ ouest 60° 49′ 43″ nord, 45° 46′ 54″ ouest |        |
| 1314 | La mer des Wadden                                                                        | Danemark du Sud                            | 2014      | 557 473         |                  | Naturel, (viii), (ix), (x) Site transfrontalier avec l'Allemagne et les Pays-Bas. Les parties allemandes et néerlandaises avaient été inscrites en 2009. 2 parties au Danemark : parc national de la mer des Wadden, parties I et II                                                                   | 54° 36′ 32″ nord, 8° 27′ 58″ est 55° 29′ 56″ nord, 8° 11′ 13″ est |        |
| 1728 | Møns Klint                                                                               | Sjælland                                   | 2025      | 4 123           | 3 628            | Naturel, (viii) | 54° 58′ 04″ nord, 12° 33′ 01″ est |        |
| 1469 | Le paysage de chasse à courre de Zélande du Nord                                         | Sjælland                                   | 2015      | 4 543           | 1 612,7          | Culturel, (ii), (iv) 9 sites : - Store Dyrehave (da) - Gribskov - Jægersborg Dyrehave et Jægersborg Hegn (da) - Chemin - Tolvkarlevej et Højager (da) - Kulsviervej et Byskellet - Grønholtvangen au sud de Grønholt Vang - Sentier équestre à Grønholt Vang - Grønholtvangen au nord de Grønholt Vang | 55° 55′ 00″ nord, 12° 21′ 25″ est 55° 59′ nord, 12° 18′ est 55° 47′ 29″ nord, 12° 33′ 39″ est 55° 55′ 37″ nord, 12° 20′ 24″ est 55° 56′ 10″ nord, 12° 20′ 46″ est 55° 56′ 28″ nord, 12° 21′ 18″ est 55° 56′ 56″ nord, 12° 22′ 05″ est 55° 57′ 29″ nord, 12° 22′ 16″ est 55° 57′ 47″ nord, 12° 22′ 23″ est |        |
| 1416 | Stevns Klint                                                                             | Sjælland                                   | 2014      | 50              | 4 136            | Naturel, (viii) | 55° 16′ 01″ nord, 12° 25′ 23″ est |        |
| 697  | Tumulus (no), pierres runiques et église de Jelling (da)                                 | Danemark du Sud                            | 1994      | 12,7            | 59,2             | Culturel, (iii) | 55° 45′ 22″ nord, 9° 25′ 12″ est |        |

### Liste indicative

#### Sites actuels
Les sites suivants sont inscrits sur la liste indicative du pays au début 2021.
| Id.  | Site                                                                                                  | Région                       | Année | Critères et notes                | Coordonnées | Illus. |
| ---- | --- | ---------------------------- | ----- | -------------------------------- | --- | ------ |
| 179  | Amalienborg et son district                                                                           | Hovedstaden                  | 1993  | Culturel, (i), (ii), (iv)        | 55° 41′ 02″ nord, 12° 35′ 35″ est |        |
| 6375 | L'héritage maritime de la vieille ville et du port de Dragør                                          | Hovedstaden                  | 2019  | Culturel, (ii), (iii), (iv), (v) | 55° 35′ 38″ nord, 12° 40′ 27″ est |        |
| 6692 | Maisons couvertes d'algues marines et production de sel, Læsø Island                                  | Jutland du Nord, île de Læsø | 2023  | Culturel, (ii), (v)              | Museumsgården, Museumsvej 57° 15,47′ N, 11° 01,57′ E Hedvigs Hus, Linievejen57° 18,27′ N, 11° 07,32′ E Rønnerne 57° 13,33′ N, 11° 00,33′ E 57° 14,16′ N, 11° 03,27′ E 57° 11,48′ N, 11° 07,43′ E |        |
| 6693 | Les fossiles de poissons osseux du Limfjord : évolution et adaptation climatique à l'Eocène Inférieur | Jutland du Nord,Limfjord     | 2023  | Naturel, (viii)                  | Hanklit: 56° 53′ 44″ N, 8° 45′ 07″ E Knudeklint: 56° 50′ 18″ N, 8° 57′ 53″ E |        |

#### Anciens sites
Les sites suivants ont été inscrits par le passé sur la liste indicative du pays, mais n'ont pas été retenus.
| Site | Notes | Coordonnées | Illus. |
| --- | --- | --- | ------ |
| Cottage, parc et pavillons de Liselund (da)                                                                  | Proposé en 1993, retiré en 1996 | 55° 00′ 01″ nord, 12° 31′ 18″ est |        |
| Møgeltønder, ville-rue                                                                                       | Proposé en 1993, retiré en 1996 | 54° 56′ 41″ nord, 8° 48′ 02″ est |        |
| Ville de Ribe                                                                                                | Proposé en 1993, retiré en 1996 | 55° 19′ 37″ nord, 8° 46′ 29″ est |        |
| Château de Rosenborg                                                                                         | Proposé en 1993, retiré en 1996 | 55° 41′ 08″ nord, 12° 34′ 40″ est |        |
| Église de Notre-Sauveur, Copenhague                                                                          | Proposé en 1993, retiré en 1996 | 55° 40′ 22″ nord, 12° 35′ 39″ est |        |
| Ruines de l'église de Hvalsey, résidence épiscopale de Gardhar et Brattahlid (paysage culturel norse/eskimo) | Proposé en 2003, fusionné dans le site "Kujataa au Groenland" | 60° 49′ 43″ nord, 45° 46′ 54″ ouest 60° 59′ 57″ nord, 45° 22′ 29″ ouest 61° 09′ 44″ nord, 45° 35′ 53″ ouest                                          |        |
| Les forteresses de Trelleborg                                                                                | Proposées en 2010 ; fusionnées en 2018 dans les forteresses circulaires de l'ère viking. Le site comprenait les forteresses d'Aggersborg, Fyrkat et Trelleborg (da) | 56° 59′ 43″ nord, 9° 15′ 18″ est 56° 37′ 24″ nord, 9° 46′ 14″ est 55° 22′ 35″ nord, 13° 08′ 50″ est                                                  |        |
| Monuments et sites vikings / tumulus de Jelling, pierres runiques, zone de palissade et église               | Proposé en 2011, le site est retiré de la liste indicative en 2019.                                                                                                 | 55° 45′ 22″ nord, 9° 25′ 12″ est |        |
| Monuments et sites vikings / les forteresses de Trelleborg, Danemark                                         | Proposé en 2011, le site est retiré de la liste indicative en 2019. Il comprenait les forteresses d'Aggersborg, Fyrkat et Trelleborg                                | 56° 59′ 43″ nord, 9° 15′ 18″ est 56° 37′ 24″ nord, 9° 46′ 14″ est 55° 22′ 35″ nord, 13° 08′ 50″ est                                                  |        |
| Paysages de moler du Limfjord                                                                                | Proposé en 2010, il comprenait les formations de Mors, Fur, Thy (da) Salling et Himmerland, intérgré à 6693?                                                        | 56° 57′ 48″ nord, 8° 55′ 17″ est 56° 50′ 05″ nord, 8° 57′ 43″ est 56° 57′ nord, 8° 25′ est 56° 40′ 14″ nord, 8° 57′ 49″ est 56° 50′ nord, 9° 50′ est |        |